# إيفرت س. ديد
إيفرت س. ديد (بالإنجليزية: Everett C. Dade)‏ هو رياضياتي أمريكي، ولد في 1930.